# اودا، ارگش
اودا، ارگش (به لاتین: Uda, Argeș) یک سکونتگاه مسکونی در رومانی است که در شهرستان ارجش واقع شده‌است.

## خصوصیات
اودا ۲٬۵۹۵ نفر جمعیت دارد.